# 大正町 (境港市)
大正町（たいしょうまち）は、鳥取県境港市の町名。郵便番号は684-0004（境港郵便局管区）。

## 地理
鳥取県の北西部、境港市の北部で、弓浜半島の北端部に位置するほぼ平坦な地域。東側で栄町や松ヶ枝町や京町、南側で明治町、西側で浜ノ町と隣接する。北側は境水道沿岸部に面する。その対岸は島根県松江市美保関町森山である。東側の境界線上を大正川が流れる。

## 歴史
1835年、鉄山融通会所が設置される。1926年5月、境町では旧来の地字を廃し、改めて大字21町を新設する行政区画改正を実施。大正時代に国鉄境駅がこの土地に移転新設され、駅前地区が整備され「大正町」が新設される。表記の方法は、大字の文字は表記せず、「境町大正町」となる。
1945年、大正町の岸壁で陸軍の軍用船「玉栄丸」が突如大爆発を起こす（玉栄丸爆発事故）。町内住宅はほとんど倒壊・焼失する。戦後は戦災地区の指定を受け、昭和20年代に区画整理事業が実施され、再建される。
1954年に境町が周辺の渡村・外江町・上道村・余子村・中浜村と合併して境港町となり、境港町の大字「大正町」となる。1956年、市制施行に伴い境港市の町名「大正町」となる。

### 遊亀町
遊亀町（ゆうきまち）は1871年から1887年の境町の町名で、現在の大正町海岸部の一画にあたる。境町の市街地西郊外の海岸を埋立造成した遊廓地で、10数戸の置屋が開業し、劇場亀遊座も開設された。明治初年の戸数22・人口78である。

## 世帯数と人口
2022年（令和4年）7月31日現在の世帯数と人口は以下の通りである。
| 町丁   | 世帯数 | 人口  |
| ------ | ------ | ----- |
| 大正町 | 97世帯 | 191人 |

### 人口の変遷
国勢調査等による人口の推移。
| 1955年（昭和30年） | 659人 |  |
| 1980年（昭和55年） | 432人 |  |

### 世帯数の変遷
国勢調査等による世帯数の推移。
| 1955年（昭和30年） | 167世帯 |  |
| 1980年（昭和55年） | 142世帯 |  |

## 小・中学校の学区
市立小・中学校に通う場合、学区は以下の通りとなる。
| 番地 | 小学校           | 中学校             |
| ---- | ---------------- | ------------------ |
| 全域 | 境港市立境小学校 | 境港市立第一中学校 |

## 交通

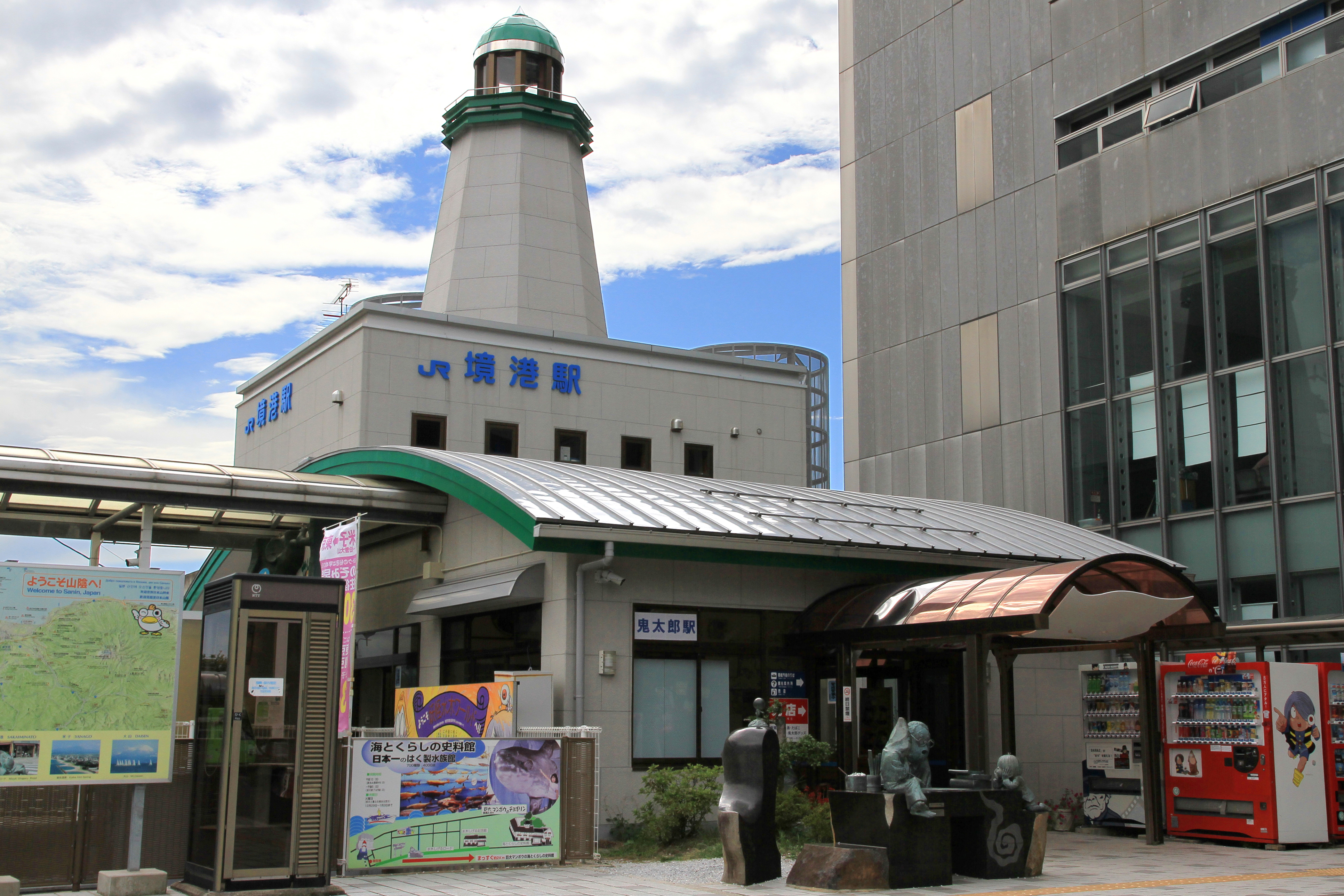
境港駅

### 鉄道
- JR西日本境線境港駅（鬼太郎駅）

### バス
境港駅#バスのりばを参照。

### 道路
町内を通過する国道はない。
- 鳥取県道2号境美保関線
- 鳥取県道285号米子空港境港停車場線
- 水木しげるロード
- 海岸通り

## 地域

旧境港海陸運送の倉庫（非現存）。地域貢献活動の一環で「妖怪倉庫」に整備されていた。

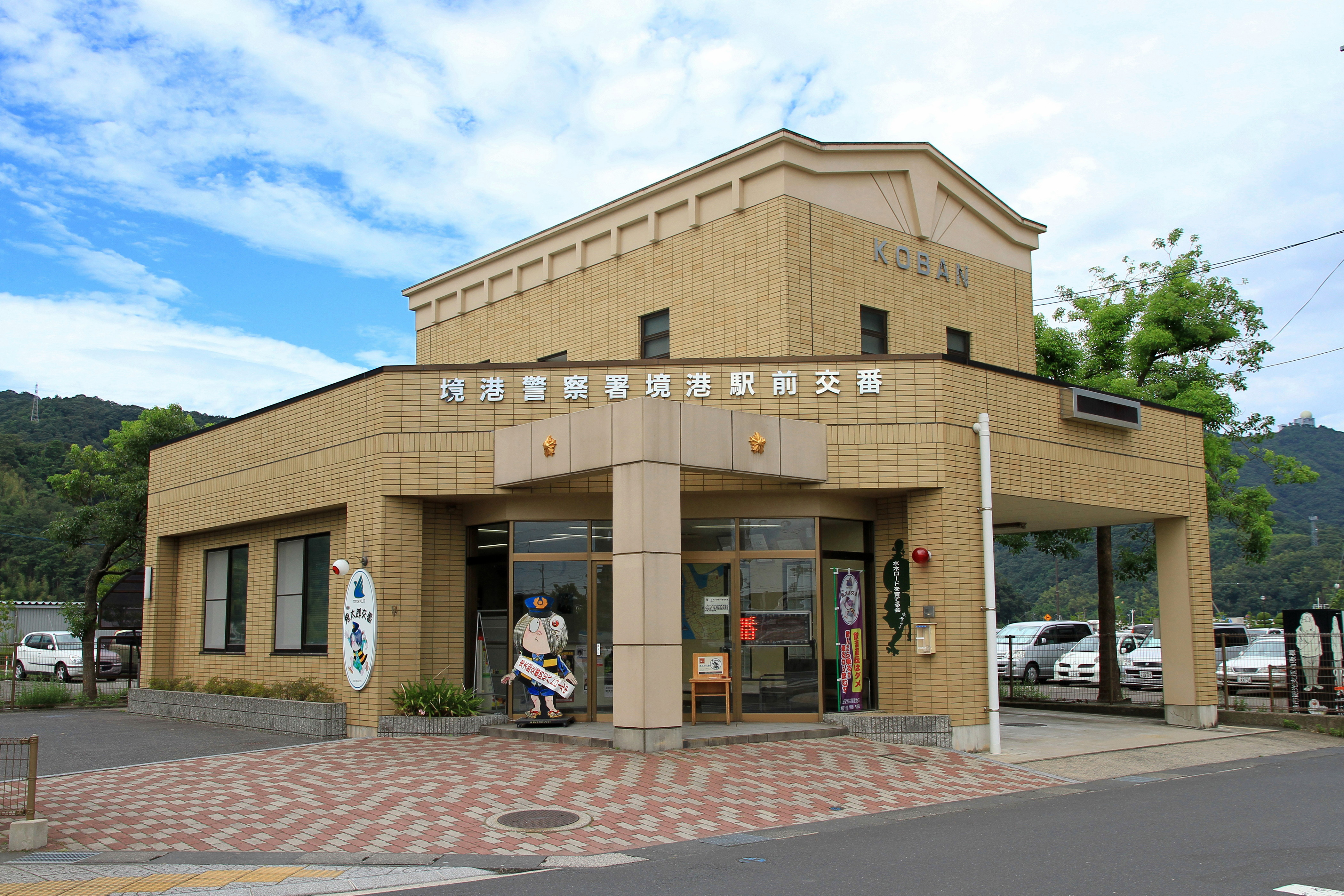
境港駅前交番

### 名所・旧跡
- 玉栄丸慰霊碑 - 「永久に安らかに」と刻まれた慰霊碑である。2015年9月、秋篠宮文仁親王の次女佳子内親王は慰霊碑に供花された。

### 施設
企業
- 朝日生命境港営業所
- 隠岐汽船境旅客営業所
- NX境港海陸（旧社名：境港海陸運送） - 所有する妖怪倉庫は老朽化により撤去された。
- 千代むすび酒造
- 日本交通境港営業所
- 水木ロード郵便局

ホテル・旅館
- 天然温泉 境港 夕凪の湯 御宿 野乃（ドーミーイン・御宿野乃ホテルズグループ）
- みなと家旅館

その他
- みなとさかい交流館
- 境港警察署境港駅前交番
- 妖怪神社

かつて存在した金融機関
- 第八十二国立銀行支店[7]
- 第三銀行境支店（旧藩主池田家融通会所倉庫内）[8]
  - 第三銀行境支店内には共済生命保険代理店、帝国海上保険第二境代理店、帝国海上保険第二境代理店、東京火災保険境代弁店、日本生命保険境代理店があった[8]。
- 松江銀行境支店 - 1927年、境町栄町45番地から境町大正町1番地に移転[9]。

かつて存在した店・企業
- 岩田海運 - 設立は1938年[10]。代表は岩田熊吉[10]。
- 岡田海運 - 設立は1934年[10]。社長は岡田信吉朗[10]。
- 岡田回漕店（海運業[11]） - 設立は1932年[10]。社長は岡田信吉朗[10][12]。
- 錦隆汽船 - 設立は1937年[10]。代表は岩田熊吉[10]。

## 出身・ゆかりのある人物
- 岡空林太郎（酒造業、金物商、鳥取県多額納税者[13]）